# Coast Guard Unit Commendation
La Coast Guard Unit Commendation (en français : mention élogieuse de la Garde côtière) est une décoration militaire des États-Unis d'Amérique. C’est la plus haute distinction d’unité en temps de paix qui peut être décernée aux commandements militaires de la United States Coast Guard. La décoration a été créée en 1963 et est remise aux membres de toute unité de la Garde côtière qui se distingue par un service valeureux ou extrêmement méritoire, n’impliquant pas des combats, mais en soutien aux opérations de la Garde côtière.
Elle peut également être décernée à des unités et au personnel d’autres forces armées américaines, généralement à l’appui d’opérations où la Garde côtière est le service principal. Par exemple, l’attribution de la mention élogieuse avec dispositif distinctif opérationnel aux escadrons de sauvetage de l’US Air Force et aux escadrons de patrouille maritime et aux escadrons d’hélicoptères de l’US Navy, lorsque ces unités ont aidé la Garde côtière lors des opérations de recherche et de récupération à la suite de la perte de la navette spatiale Challenger de la NASA en janvier 1986.
Les autres distinctions de la Coast Guard Unit Commendation à l’intention des unités de la Garde côtière sont signalées par des étoiles. Le signe distinctif opérationnel, une lettre « O » argentée de 5/16 de pouce centrée sur l’unité du ruban de l’uniforme, est également autorisé pour les unités qui reçoivent la décoration pour les opérations et les conditions en campagne.
Avant 2003, la Coast Guard Unit Commendation était inférieure au Secretary of Transportation Outstanding Unit Award. Avec le transfert de la Garde côtière au Département de la Sécurité intérieure, le Secretary of Transportation Outstanding Unit Award est devenu obsolète, faisant de la Coast Guard Unit Commendation la récompense la plus élevée en temps de paix, mais inférieure à la Joint Meritorious Unit Award et à la Presidential Unit Citation.
Le 23 juin 2014, l’amiral Paul F. Zukunft, commandant de la Garde côtière, a décerné la Coast Guard Unit Commendation pour les membres actifs de la Garde côtière auxiliaire du 24 juin 2009 au 23 juin 2014. « Au-delà du jour le jour, la Garde côtière auxiliaire a été présente dans le cadre de la force totale de la Garde côtière lors de chaque catastrophe majeure », a déclaré le SMA Zukunft lors de la cérémonie. « Lors de catastrophes, la Garde auxiliaire prend des mesures pour fournir un soutien aérien, effectuer des opérations de recherche et de sauvetage, réparer des aides à la navigation, mener des affaires publiques et renforcer les unités dans les stations d’attache dont les intervenants sont déployés. »
À l’occasion du 80e anniversaire de l’USCG Auxiliary, le 16 mai 2019, la Garde côtière auxiliaire des États-Unis a reçu le ruban de la Coast Guard Unit Commendation pour tous les auxiliaires remis par Karl Schultz, le commandant de la Garde côtière
La Garde côtière auxiliaire a reçu la Coast Guard Unit Commendation à sept reprises au total :
- 9 septembre 1993 : pour la période d’octobre 1991 à novembre 1992, où elle a participé à plusieurs opérations de grande ampleur, y compris pendant les ouragans Andrew et Iniki, le typhon Omar et des cas de graves inondations.
- 10 août 1999 - 60e anniversaire : pour la période du 23 juin 1939 au 23 juin 1999.
- 1er septembre 2002 : Pour la période du 11 septembre 2001 au 1er septembre 2002, avec un signe distinctif opérationnel (« O »).
- 23 juin 2009 - 70e anniversaire : pour la période de service du 24 juin 1999 au 23 juin 2009.
- 24 juin 2014 - 75e anniversaire : pour la période de service du 24 juin 2009 au 23 juin 2014.
- 16 mai 2019 - 80e anniversaire : pour la période de service du 24 juin 2014 au 23 juin 2019.
- 25 mai 2024 - 85e anniversaire : pour la période de service du 24 juin 2019 au 23 juin 2024.